# Diario di una schiappa - Vita da cani (film)
Diario di una schiappa - Vita da cani (Diary of a Wimpy Kid: Dog Days) è un film del 2012 diretto da David Bowers.
Adattamento cinematografico dell'omonimo libro di Jeff Kinney, il film, con protagonisti Zachary Gordon,  Devon Bostick e Robert Capron, è il sequel di Diario di una schiappa 2 - La legge dei più grandi del 2011 ed è la terza pellicola della serie.

## Trama
Greg, durante le vacanze estive, vorrebbe solo giocare ai videogiochi senza che suo padre lo scopra e incontrare Holly, la sua compagna di classe. In seguito, Susan decide di fondare il membro degli "Amici dei libri", anche per distogliere suo figlio dai videogiochi. Gli unici ragazzi presenti sono Greg, Rowley e Chirag, poco entusiasti all'idea di leggere durante tutta l'estate. In seguito, Rowley invita Greg al Country Club alla moda, di cui è socio. La giornata al club non si rivelerà affatto brutta: bagni in piscina, partite a golf, scorpacciate di frullati e un incontro inaspettato con Holly che anche lei è socia.
Frank decide però di portarlo al lavoro con lui tutti i giorni, così che il ragazzo menta dicendo di aver trovato un lavoro al club. I suoi genitori ci credono e suo padre lo lascia andare al club. Poi, nella famiglia Heffley, arriva un nuovo membro: un vivacissimo cane di nome Dolcetto. Rowley invita poi Greg al mare; qui vanno al Lunapark per provare una giostra pericolosissima: lo Spappolacervello, consigliato loro da Rodrick. I due ragazzi ci salgono ma decidono di non tornarci mai più: è stata un'esperienza da paura. Purtroppo Frank scopre del falso lavoro del figlio al Country Club, a causa di un equivoco all'entrata del club, dove si trovava il padre di Rowley perché costretto a pagare molti soldi, per tutti i frullati che hanno bevuto Greg e Rowley e che loro credevano fossero gratuiti. Verso la fine dell'estate, Greg, Frank e Rowley vanno in campeggio, in montagna, con tutta la squadriglia. Qui sono presenti anche altri amici di Greg tra i quali Chirag e Fregley. Dopo questa avventura, Greg si rivelerà essere molto intelligente e in gamba, infatti compirà una vera vendetta contro le persone che hanno riso di lui e di Frank. In seguito alla festa di compleanno di Heather, la sorella maggiore di Holly di cui Rodrick è innamorato, il ragazzo decide con la sua band (i Loded Diper) di suonare per lei ma va male poiché a Heather non piace quella musica.
Alla fine Greg riesce finalmente a conquistare Holly e insieme a Rowley, viene invitata alla piscina comunale di cui Greg è socio. Quest'ultimo sostiene che questa sia stata l'estate più bella della sua vita.

## Promozione
Il primo trailer italiano ufficiale è stato distribuito dalla 20th Century Fox il 3 giugno 2012.
Mentre in Gran Bretagna è stato distribuito il 19 maggio.

## Riconoscimenti
- 2013 - Young Artist Award
  - Miglior cast giovanile
  - Miglior attore giovane non protagonista a Robert Capron
  - Candidatura per il miglior giovane attore protagonista a Zachary Gordon
  - Candidatura per il miglior attore giovane non protagonista a Karan Brar
  - Candidatura per la miglior attrice giovane non protagonista a Laine MacNeil
  - Candidatura per il miglior attore giovane non protagonista 10 anni o meno a Connor Fielding e Owen Fielding
  - Candidatura per la miglior attrice giovane non protagonista 10 anni o meno a Dalila Bela
- 2013 - Kids' Choice Award
  - Candidatura per il miglior film
  - Candidatura per il miglior attore a Zachary Gordon

## Sequel
Nel 2017 viene distribuito il sequel Diario di una schiappa - Portatemi a casa!.